# Шаррьер, Изабель де

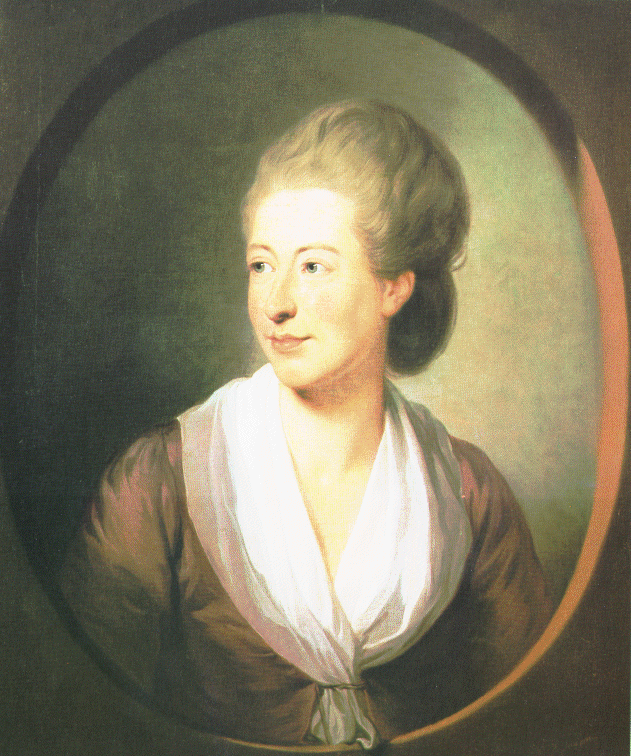
Портрет Изабель де Шаррьер кисти Jens Juel (1777)

Изабе́ль де Шаррье́р, также Шарьер (фр. Isabelle de Charrière), псевдоним Белль ван Зёйлен (нидерл. Belle van Zuylen), урождённая Изабелла Агнета Елизабет ван Тёйль ван Сероскеркен (Isabella Agneta Elisabeth van Tuyll van Serooskerken); 20 октября 1740, Маарсен, голл. — 27 декабря 1805, Коломбье) — голландско-швейцарская писательница эпистолярного жанра, писавшая по-немецки и по-французски, и известная больше под своим французским именем.

## Биография
Изабель де Шаррьер родилась в 1740 году. По происхождению голландка, принадлежала к родовитой гаагской знати. Старшая из семи детей.
До 1776 года вращалась при дворе и среди высшего голландского общества; часто переписывалась с матерью и тёткой, обнаруживая, по мнению Сент-Бёва, эпистолярный талант, остроумие и тонкую наблюдательность, не уступающие г-же де Севинье.
После путешествия по Англии она вышла замуж за небогатого дворянина-швейцарца, бывшего воспитателем её брата, и поселилась в родовом имении мужа Ле-Понте на берегу Невшательского озера. Она записывала, для развлечения себя и своих близких, бытовые явления и личные характеристики интересных знакомых, из чего и получился её первый роман «Невшательские письма» (фр. Lettres neufchatelloises).
В 1786 году Изабель де Шаррьер переселилась в Париж и близко сошлась с Анной де Сталь и Б. Констаном, на становление которого имела решающее влияние. Во время революции супруги де Шаррьер потеряли большую часть своих доходов и вернулись в Коломбье.

## Оценка творчества
Начнись литературная деятельность де Шаррьер десятком лет раньше, вероятно, её имя приобрело бы широкую известность во французской литературе: несмотря на иностранное происхождение, она была настолько же француженкой по духу, как и госпожа Крюденер, Тенфер или Ксавье де Местр; но её литературная деятельность совпала с революционной эпохой, когда общественно-политическая жизнь затмила литературные интересы. Это повредило её известности, тем более что она выступила в литературе, не опираясь на влиятельные кружки Лагарпа, Фонтана и проч.
Доктор славянской филологии А. Л. Погодин (1872—1947) в своём труде от 1930 года так отозвался о сочинении «Калиста, или Письма из Лозанны» де Шаррьер:
"… я хочу обратить внимание на одно литературное произведение, в котором имеется несомненная сюжетная связь и какое-то внутреннее духовное сродство с «Идиотом» Достоевского.

## Издания
Владея немецким языком столь же свободно, как и французским, мадам де Шаррьер некоторые из своих произведений писала первоначально на немецком языке, сильно распространённом в Невшательском кантоне. Её посмертной известности в значительной степени способствовала её переписка, а также статьи Сент-Бёва, напечатанные в «Revue des deux Mondes» и при парижском издании «Caliste», 1846.
- Первый роман «Le noble — Conte moral» (1762), с критикой аристократии[9];
- Portrait de Mll de Z., sous le nom de Zélide, fait par elle-même (1762);
- «Басни» (Fables; 1764);
- «Жюстин» (Justine; 1764);
- «Portrait de Madame Hasselaar la jeune, née Hasselaar, sous le nom de Camille» (1764);
- «Portrait de Mme Geelvinck» (1764);
- «Lettre sur les opérations militaires en Corse» (1768);
- «Невшательские письма» (Lettres neuchateloises, эпистолярный роман, 1784); изд. 1833;
- «Lettres de Mistriss Henley, publiées par son amie» (1784);
- «Письма из Лозанны» (Lettres écrites de Lausanne, Тулуза, 1785);
- «Калиста, или Письма из Лозанны» (Caliste, ou lettres écrites de Lausanne, эпистолярный роман, 1786; изд. 1845);
- «Caliste, ou continuation des lettres écrites de Lausanne» (1787);
- «Bien-Né» (1788)
- «Eclaircissemens relatifs à la publication des „Confessions“ de Rousseau» (1790)
- нравоучительная сказка «Aiglonette et Insinuante, ou la Souplesse» (1790) — написана для Марии-Антуанетты, один экземпляр был ей выслан[9];
- «Zadig (opéra)» (1791);
- «Lettres trouvées dans des portefeuilles d'émigrés» (1793);
- комедия «L’émigré» (1794);
- «L’Inconsolable» (1794);
- «Elise, ou l’Université» (1795);
- «Camille, ou le nouveau roman» (1796);
- «Honorine d’Userche» (1796); изд. 1808;
- «La parfaite Liberté ou les vous et les toi» (1796);
- «Trois femmes» (1797) — отличается тонкостью анализа и глубиной философской мысли[5];
- «Réponse à l'écrit du colonel de La Harpe, intitulé „De la neutralité des gouvernans de la Suisse depuis l’année 1789“» (1797);
- «Asychis ou le Prince d’Egypte» (1798);
- «L’abbé de La Tour, ou Recueil de nouvelles et autres écrits divers» (1798; том 2);
- «Les ruïnes de Yedburg» (1799);
- «Sainte Anne» (1799);
- «L'Enfant gâté ou le fils et la nièce» (1800);
- «Louise et Albert» (1803);
- «Sir Walter Finch et son fils William» (1806);
- «L’enfant gaté»;

и проч.

### Собрание сочинений
- Полное собрание сочинений в 10 томах. Œuvres complètes, Édition critique par J-D. Candaux, C.P. Courtney, Pierre et Simone Dubois, P. Thompson, J. Vercruysse, D.M. Wood. Амстердам, G.A. van Oorschot, 1979—1984.

### Тексты, не включённые в собрание сочинений
- Die wiedergefundene Handschrift: Victoire ou la vertu sans bruit. Magdalene Heuser. In: Editio. Internationales Jahrbuch für Editionswissenschaft. 11 (1997), стр. 178—204.
- Ранние тексты. Новые материалы из голландских архивов. — Early writings. New material from Dutch archives. Éd. Kees van Strien, Лувен, Peeters, 2005. VI-338 с.
- Переписка и неопубликованные тексты. Correspondances et textes inédits. Éd. Guillemette Samson, J-D. Candaux, J. Vercruysse et D. Wood. Париж, Champion, 2006. 423 с.